# オー・ノー!イッツ・ディーヴォ
『オー・ノー!イッツ・ディーヴォ』（Oh, No! It's Devo）はアメリカのロックバンド、ディーヴォが1982年に発表した第5作目のアルバム。

## 収録曲
- 特記の無い限り全てマザーズバー、キャセール兄弟の作詞・作曲。

1. タイム・アウト・フォー・ファン - Time Out For Fun (2:48)
2. ピーカブー! - Peek-A-Boo! (3:01)
3. アウト・オブ・シンク - Out Of Sync (3:34)
4. エクスプローションズ - Explosions (3:01)
5. ザッツ・グッド - That's Good (3:23)
6. パターンズ - Patterns (2:57)
7. ビッグ・メス - Big Mess (2:42)
8. スピード・レーサー - Speed Racer (2:38)（マザーズバー）
9. ホワット・アイ・マスト・ドゥ - What I Must Do (2:34)
10. アイ・デザイアー - I Desire (3:13)（マザーズバー、キャセール、ジョン・ヒンクレーJr.）
11. ディープ・スリープ - Deep Sleep (3:24)